# HD 157662
HD 157662 är en dubbelstjärna belägen i den norra delen av stjärnbilden Altaret. Den har en kombinerad skenbar magnitud av ca 5,90 och är svagt synlig för blotta ögat där ljusföroreningar ej förekommer. Baserat på parallaxmätning inom Hipparcosuppdraget på ca 1,1 mas, beräknas den befinna sig på ett avstånd på ca 3 000 ljusår (ca 900 parsek) från solen. Den rör sig bort från solen med en heliocentrisk radialhastighet på ca 11 km/s.

## Egenskaper
Primärstjärnan HD 157662 A är en blå till vit ljusstark jättestjärna av spektralklass B9 II. Den har en massa som är ca 8 solmassor, en radie som är ca 23 solradier och har ca 8 200 gånger solens utstrålning av energi från dess fotosfär vid en genomsnittlig effektiv temperatur av ca 10 700 K.
Följeslagaren är en stjärna av spektralklass B9 V och skenbar magnitud 10,91, som ligger separerad med 76,4 bågsekunder vid en positionsvinkel av 159°.